# Vor Frue Skole (Næstved)
 For alternative betydninger, se Vor Frue Skole. (Se også artikler, som begynder med Vor Frue Skole)
Vor Frue Skole er en katolsk privatskole med adresse på Præstøvej centralt placeret i Næstved, hvor skolens fundament og virke bygger på det katolsk-kristne livs- og menneskesyn. Skolen tilbyder undervisning fra børnehaveklasse til og med 9. klasse. Optagelse på skolen finder sted efter følgende kriterier: katolik, søskende og ansøgningsdato. Skolen har udvidet konfessionsdelt kristendomsundervisning. Skolens fritidsordning tilbydes skolens elever fra børnehaveklassen til 3. klasse, og har til huse i bygningen Mariabo i nær tilknytning til skolen.
Skolens øverste bestemmende organ er bestyrelsen, hvis medlemmer udgøres af skolens ejere, den katolske missionærorden Redemptoristordenen. Skolen er medlem af Foreningen af Katolske Skoler i Danmark.
Vor Frue Skoles skoleblad kaldes Skolemix, og har tidligere heddet Dimsen.

## Skolens historie
Vor Frue Skole i Næstved etableredes i 1923 af pater Peter Steidl.